# Bällstalundsskolan

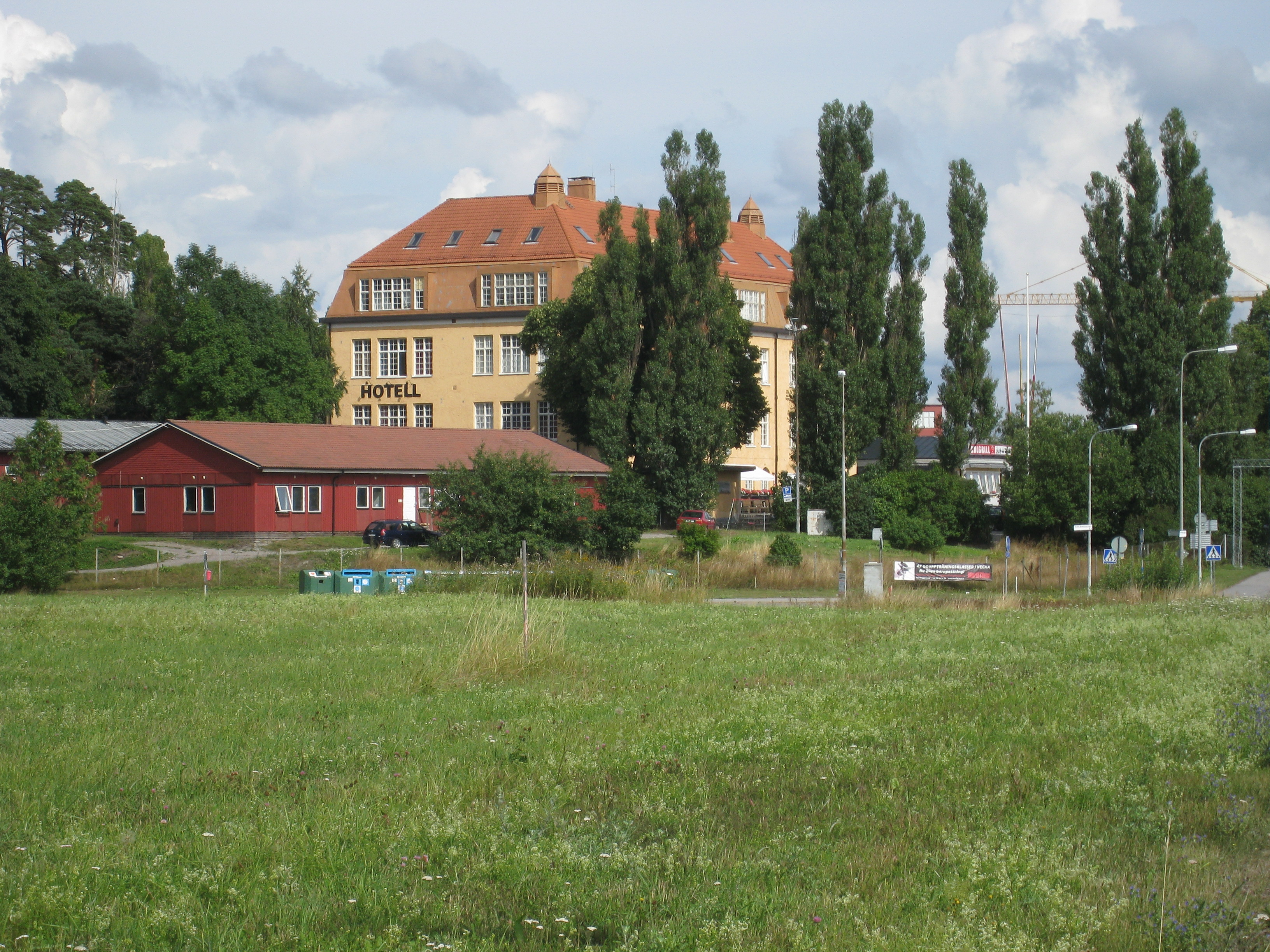
Bällstalunds folkskola, byggd 1912, nu hotell för Maranataförsamlingen i Stockholm.

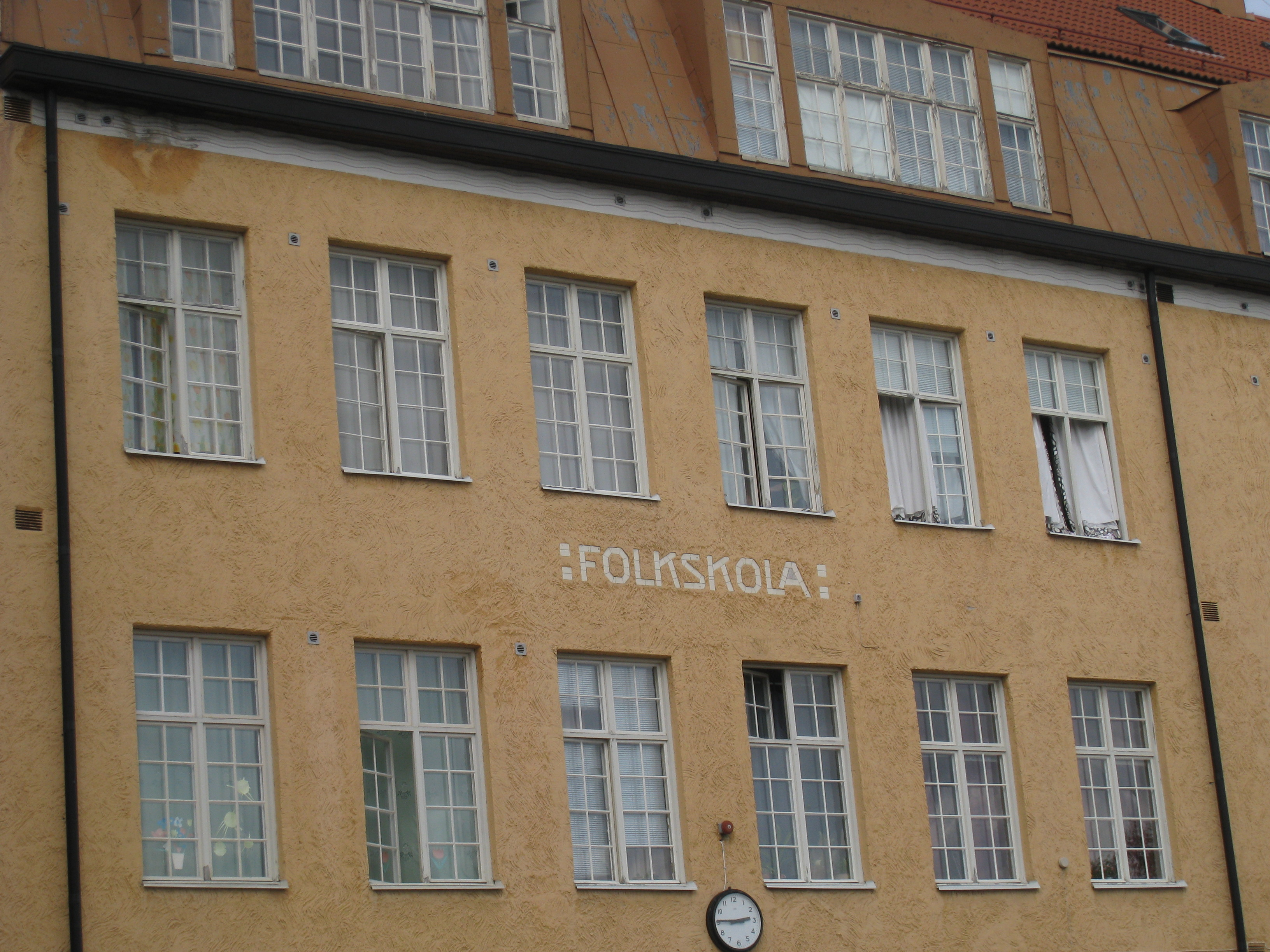
Här syns texten FOLKSKOLA och skolklockan mitt på fasaden.

Bällstalundsskolan hette tidigare Bällstalunds folkskola och låg i Bällsta i Bromma, på Bällstavägen 100. Skolan byggdes 1912 som en folkskola, Bällstalunds folkskola, och togs senare i bruk av Maranataförsamlingen i Stockholm fram till 2020. Den före detta skolbyggnaden ligger omkring 200 meter väster om Ulvsundavägen.

## Namnet
Namnet Bällstalund kommer från en grindstuga, som troligen låg vid Bällstavägen mitt för allén till gården i den allra nordligaste delen av den nuvarande stadsdelen Riksby, på andra sidan av Bromma flygplats. Torpet Bällstalund hörde under Bällsta gård. Det omnämns i 1779 och 1810 års husförhörslängder. På 1829 års karta i Carl af Forsells bok om Bromma socken omnämns torpet som Bällstalund. Det blev senare en stuga. Torpet revs 1943. När Bällstalunds skola byggdes 1912 fanns stugan således ännu kvar.

## Historik
Skolan uppfördes av Bromma församling och invigdes 1912. Skolan var inte riktigt klar när läsåret började. För ritningarna svarade arkitekten Axel Sjögren. Skolhuset förlängdes 1935 med fyra fönsteraxlar. 
Sedan 1987 har Maranataförsamlingen funnits på adressen Bällstavägen 100 i Bromma. Före detta Bällstalundsskolan i Bromma är numera Maranataförsamlingens i Stockholm. Maranataförsamlingen i Stockholm har sitt "högkvarter" mitt emot Bromma flygplats och bredvid Solvalla travbana i nordvästra delen av Stockholm. Den tidigare Bällstalundsskolan blev till Bällsta MissionsCenter. Skolsalarna inreddes till fina hotellrum och den gamla gymnastiksalen gjordes till möteslokal. 
2020 lämnade Maranataförsamlingen byggnaden och flyttade sitt missionscenter till Dalarna. Byggnaden planeras att göras om till en F-9-skola år 2024, detta i samband med bygget av Solvallastaden.

## Fotnoter
1. ↑  Nils Ringstedt, Torpen i Bromma, Historik, lägen och lämningar, Bromma Hembygdförenings skrift nr 3, 2010, sidan 57. ISBN  9789185671700.
2. ↑  Bällstalundsskolan, fastigheten Bällsta 1:26, Bällsta, Skolhusinventeringen
3. ↑  ”Maranataförsamlingen i Stockholm.”. Arkiverad från originalet den 21 februari 2016. https://web.archive.org/web/20160221171937/http://maranata.se/page.php?p=kontakt.html. Läst 21 februari 2016.
4. ↑  ”Hotell i Bällsta görs om till grundskola”. www.mitti.se. 5 mars 2020. https://www.mitti.se/nyheter/hotell-i-ballsta-gors-om-till-grundskola/reptcb!TsSausG@tWh@rOJ1AO2iUQ/. Läst 18 januari 2022.